# Psydrax acutiflora
Espèce
Synonymes
- Canthium acarophytum (De Wild.) C.M.Evrard[1]
- Canthium henriquesianum (K.Schum.) G.Taylor[1]
- Canthium lacusvictoriae Bullock[1]
- Plectronia acarophyta De Wild.[1]
- Plectronia henriquesiana K.Schum.[1]

Psydrax acutiflora est une espèce de lianes de la famille des Rubiaceae présente en Afrique tropicale.